# 兄弟姐妹 (歌曲)
《兄弟姐妹》（Brothers & Sisters）是一首由英國搖滾樂隊酷玩樂隊發行的單曲。這張單曲發行於1999年，發行在他們的首張EP安全（Safety）之後。這張單曲之後又以EP的形式再次發行。兄弟姐妹在英國的單曲排行榜上曾排名第107位。這張單曲的錄音只花了4天時間和400英鎊的費用。

## 外部連結
- 官方网站